# Lendavske gorice
Lendavske gorice (madžarsko Lendvahegy) so obmejno gričevje, osamljeni jugovzhodni  podaljšek prekmurskega Goričkega, na vzhodu jih omejuje Dolinsko. Ležijo med Kobiljanskim potokom na severozahodu, Ledavo na jugozahodu in Krko na vzhodu. So najmanjša slovenska vinogradniška pokrajina, saj merijo le dobrih 17 kvadratnih kilometrov, po deležu vinogradov in videzu pa sodijo med najbolj značilne vinogradniške pokrajine. Po trianonski mirovni pogodbi leta 1920 sta dve tretjini pokrajine pripadali Madžarski, zahodna tretjina pa takratni Kraljevini Srbov, Hrvatov in Slovencev. Tako so postale Lendavske gorice izrazita obmejna pokrajina z narodnostno mešanim prebivalstvom.
V pokrajini je pet naselij: Čentiba, Dolgovaške gorice, Dolina pri Lendavi, Lendavske Gorice (istoimensko naselje). 
Na najvišji točki Lendavskih goric (328 m) je postavljen manjši razgledni stolp, ki mu prebivalci pravijo tudi Piramida. 